# Tokyu Kabukicho Tower
Tokyu Kabukicho Tower (東急歌舞伎町タワー, Tōkyū Kabukichō Tawā) est un gratte-ciel de l'arrondissement spécial de Shinjuku à Tokyo. Situé dans le quartier de Kabukichō, le projet a commencé en 2019. À sa complétion en janvier 2023, la tour était la 19e et plus haute du Japon et douzième du Grand Tokyo.
Conçu par Tokyu Architects & Engineers (ja) et Kume Sekkei (ja) et développé par Shimizu Corporation et la Tokyu Corporation, il est construit sur le site de l'ancien centre de divertissements Shinjuku Tokyu Milano (ja).

## Histoire
Le développement a lieu sur un terrain de 4 603 mètres carrés près de l'ancien cinéma Shinjuku Koma (en). La construction a débuté le 1er août 2019. Anciennement connu sous le nom de plan de développement Shinjuku Tokyu Milano (新宿TOKYU MILANO再開発計画), le nom officiel du projet a été annoncé par Tokyu Corporation le 18 novembre 2021. La construction s'est achevée le 11 janvier 2023, et l'ouverture a lieu le 14 avril 2023,,.

## Apparence et conception

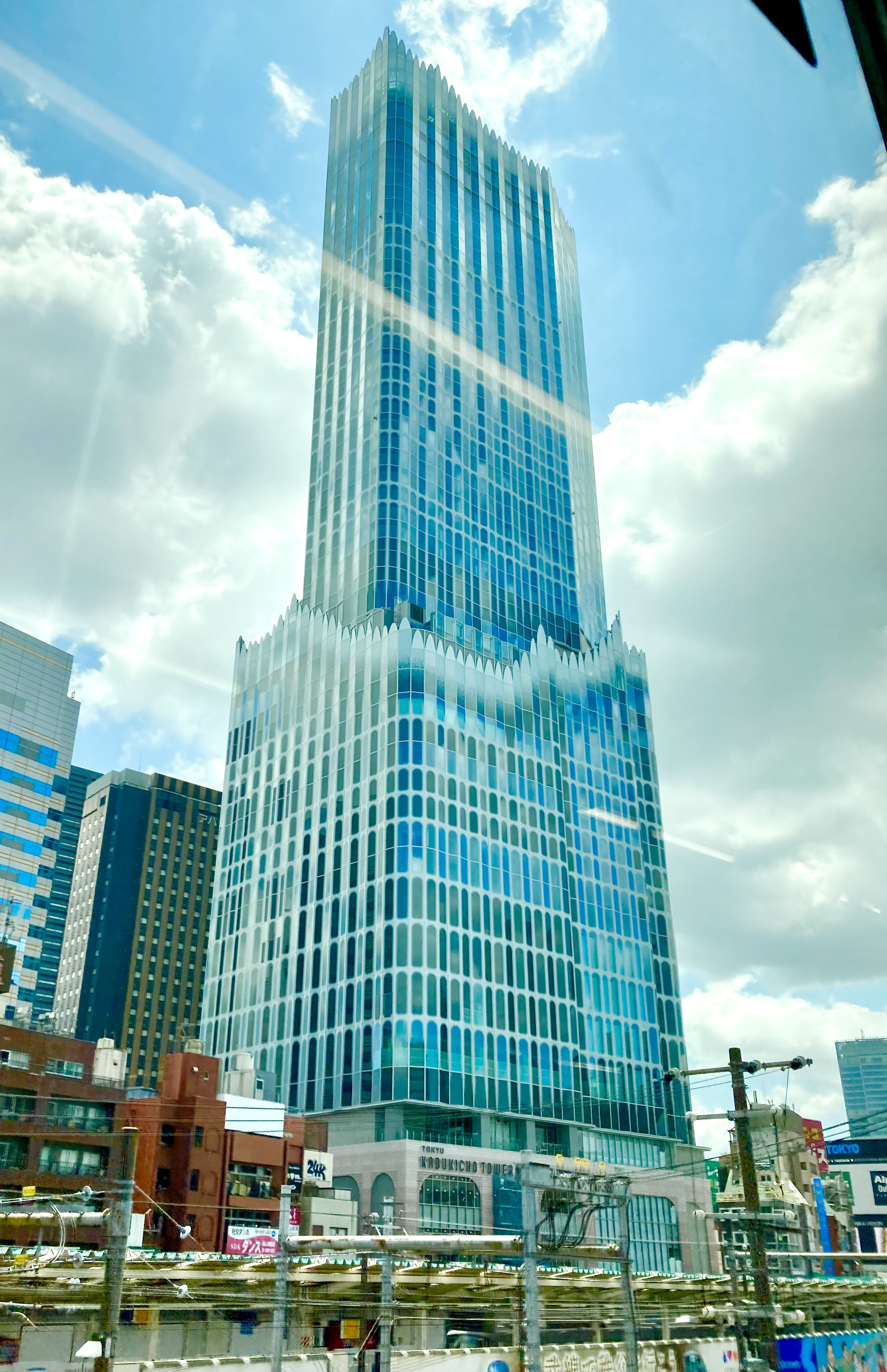
La tour vue depuis la ligne Yamanote.

Le bâtiment est divisé en trois niveaux en fonction de la destination de l'installation : inférieure, moyenne et supérieure. Afin de former une ligne d'horizon continue, la hauteur du bâtiment a été fixée à environ 225 mètres pour correspondre aux immeubles de grande hauteur de Nishi Shinjuku, tandis que la partie plus large de la tour a été fixée à environ 110 mètres pour correspondre à la hauteur des immeubles autour de Kabukichō. Aux premier et deuxième étages, un passage est-ouest est prévu pour assurer la circulation à travers le secteur, tandis qu'un écran extérieur et une scène sont installés face à la place Cine City.
L'architecte Yuko Nagayama (en) a été chargée de la conception. Inspirée par les fontaines de la rivière Kani (en) et par la déesse bouddhiste de l'eau, la tour a été conçue avec l'apparence d'une fontaine, tandis que la partie supérieure exprime la force de l'eau qui s'étend vers le ciel.
La tour Tokyu Kabukicho est le premier gratte-ciel japonais conçu par une femme.

## Occupation
Les étages inférieurs de la tour Tokyu Kabukicho abritent deux cinémas exploités par TST Entertainment : le Zepp Shinjuku aux étages 1 à 4 du sous-sol, qui peut accueillir 1 500 personnes, et le Theater Milano-Za aux étages 6 à 8, avec un total de 900 sièges,. On trouve le Zero Tokyo, le plus grand centre de divertissement nocturne du Japon, occupant trois étages de la tour.
Le Shinjuku Kabuki Hall, une salle de restauration et de divertissement par Hamakura Shoten Seisakusho, est situé au deuxième étage. Au troisième étage de la tour, Bandai Namco Amusements tient un centre d'attractions, Namco Tokyo (officiellement stylisé namco TOKYO), qui propose des événements avec des personnages d'anime, de manga et de jeux vidéo. Au quatrième étage, il y a une attraction de Sony Music Entertainment appelée « The Tokyo Matrix ». Un centre de bien-être de luxe, « Existion », est géré par Milano 05 au cinquième étage.
Le 109 Cinemas Premium Shinjuku est situé aux étages 9 et 10 et dispose de 752 sièges,.
Les étages supérieurs abritent deux hôtels. L'hôtel Groove Shinjuku est situé aux étages 17 à 38. Bellustar Tokyo, un hôtel de Pan Pacific Hotels and Resorts (en), basé à Singapour (autrefois propriété de Tokyu), se trouve aux étages 39-47, avec un restaurant atrium de trois étages aux 45e, 46e et 47e étages,.